# Culiseta megaloba
Culiseta megaloba är en tvåvingeart som beskrevs av Luh 1974. Culiseta megaloba ingår i släktet Culiseta och familjen stickmyggor. Inga underarter finns listade i Catalogue of Life.